# Turk Edwards
Albert Glen "Turk" Edwards (28 de septiembre de 1907 – 10 de enero de 1973) fue un tackle ofensivo de fútbol americano en la National Football League. Jugó toda su carrera para los Washington Redskins, equipo del que posteriormente sería entrenador en jefe. Edwards fue elegido para el Salón de la Fama del Fútbol Americano Profesional en 1969 y al Salón de la Fama del Fútbol Americano Universitario en 1975.

## Carrera colegial
Edwards asistió y jugó como colegial en Washington State de 1929 a 1931.  En su estadía, ayudó a los Cougars a conseguir una marca de 9-0 durante la campaña de 1930, ganándose una invitación al Rose Bowl de 1931, el cual perdieron contra Alabama por 24-0.  Edwards, junto con Mel Hein, se convirtieron en los primeros jugadores de Washington State en ser seleccionados como All-America.

## Carrera profesional
Tras terminar su carrera universitaria, Edwards recibió ofertas de tres franquicias de la NFL, los recientemente creados Boston Braves, los New York Giants y los Portsmouth Spartans.  Escogió la oferta máxima: $1,500 dólares por 10 juegos de los Braves, un equipo que más tarde se convertiría en los Boston Redskins y que después se moverían a Washington D. C. en 1937.
Edwards jugó para los Braves/Redskins por nueve temporadas, ganándose el honor de ser nombrado All-NFL por parte de los medios de comunicación en cada año de su carrera, excepto en su último año. Fue campeoón de la NFL en 1937. 
Desafortunadamente, su carrera fue acortada por una lesión, la cual ni siquiera sufrió en el campo de juego. Edwards se lastimó en una ceremonia de un cara o cruz antes de un juego en contra los New York Giants en 1940. Después de escoger en ese "volado" y saludar a su excompañero de universidad Mel Hein (capitán de los Giants), Edwards intentó girar para regresar con sus compañeros de equipo. Sin embargo, sus zapatos se atoraron en el pasto y se volvió a lesionar la rodilla lastimada, acabando con su temporada y finalmente con su carrera como jugador.

## Carrera como entrenador
Edwards continuó con los Redskins como entrenador asistente de 1941 a 1945 y después como entrenador en jefe de 1946 a 1948.  Después de 17 campañas seguidas con los Redskins, Edwards se retiró del fútbol americano profesional.